# Shkëlzen Gashi
Shkëlzen Gashi (Zurique, 15 de julho de 1988) é um futebolista profissional albanês nascido na Suíça, que atua como atacante. Atualmente, defende o Colorado Rapids, na MLS.

## Carreira
Foi artilheiro da Super Liga Suíça em 2013-2014, atuando pelo Grasshopper Club e novamente em 2014-2015, atuando pelo FC Basel.
Shkëlzen Gashi fez parte do elenco da Seleção Albanesa de Futebol da Eurocopa de 2016.